# Espace urbain de Rennes
L'espace urbain de Rennes est un espace urbain constitué autour des villes de Rennes, Dinard, Fougères, Saint-Malo et Vitré dans le département d’Ille-et-Vilaine, Dinan dans les Côtes-d'Armor, Châteaubriant en Loire-Atlantique, Laval, Château-Gontier et Mayenne dans le département de la Mayenne et Segré en Maine-et-Loire. Par la population, c'est le 10° (numéro Insee : 1J) des 96 espaces urbains français. En 2009, sa population était d’environ 1 135 066 habitants sur une superficie de 7 967,53 km².

## Caractéristiques
Il s'agit d'un espace urbain multipolaire composé de 11 aires urbaines. 72 communes multipolarisées viennent s'y ajouter, ce nombre, datant des données fournies par l'INSEE en 1999, est certainement plus important aujourd'hui, en effet le phénomène de périurbanisation continue à faire changer les limites.
L’espace urbain de Rennes est le seul pour les départements d’Ille-et-Vilaine et de Mayenne ; cependant certaines communes d'Ille-et-Vilaine situées dans l'aire urbaine de Redon sont dans l'espace urbain de Nantes-Saint-Nazaire (essentiellement en Loire-Atlantique), de même que certaines communes d'Ille-et-Vilaine se situent dans l'aire urbaine de Châteaubriant (majoritairement en Loire-Atlantique) qui font elles partie de l'espace urbain de Rennes.
L'espace urbain n'est plus jugé pertinent pour décrire le zonage urbain en France, mieux décrit aujourd'hui par une catégorie d'unités urbaines, les pôles urbains au sein des aires urbaines (dont ici l'unité urbaine de Rennes qui est le principal pôle urbain dans l'aire urbaine de Rennes, laquelle est aussi la principale aire urbaine de l'espace urbain de Rennes).
Les anciennes délimitations des espaces urbains utilisées lors des recensements de 1990 et 1999 (jugées trop grandes tant au plan de l'aménagement économique et des besoins pour les schémas de transport, les bassins d'emplois ou les besoins en logement) ne sont donc plus aujourd'hui mises à jour par l'INSEE depuis le recensement de 2011 en raison des changements légaux des divers plans d'aménagement du territoire (lesquels utilisent d'autres définitions mieux adaptées selon les types de besoins et services) par les collectivités territoriales dont la structure est l'objet de réaménagements nationaux et de réformes importantes.
L'axe de développement des espaces urbains a somme toute permis de démontrer une dynamique en marche, et toujours d'actualité, entre les aires urbaines : la constitution de corridors de développement. C'est ainsi que les relations toujours grandissantes entre les grandes aires urbaines de Rennes et de Nantes ont permis la création du Pôle métropolitain Loire-Bretagne.

## Structure de l’espace urbain de Rennes
Données 2009 à l'exception des communes multipolarisées.
| Secteurs                 | Aires                    | Nombre de communes | Population (Données 2009) | Superficie (km²) | Densité (hab./km²) |
| ------------------------ | ------------------------ | ------------------ | ------------------------- | ---------------- | ------------------ |
| Aires urbaines           | Rennes                   | inconnu            | 663 214                   | 3747,3           | 177                |
| Aires urbaines           | Dinard                   | inconnu            | 31 258                    | 127,2            | 245,8              |
| Aires urbaines           | Fougères                 | inconnu            | 42 818                    | 348,2            | 123                |
| Aires urbaines           | Saint-Malo               | inconnu            | 72 675                    | 206,6            | 351,8              |
| Aires urbaines           | Vitré                    | inconnu            | 27 675                    | 220,2            | 125,7              |
| Aires urbaines           | Dinan                    | inconnu            | 27 087                    | 72,1             | 375,7              |
| Aires urbaines           | Laval                    | inconnu            | 119 475                   | 995              | 120,1              |
| Aires urbaines           | Château-Gontier          | inconnu            | 24 843                    | 301,1            | 82,5               |
| Aires urbaines           | Mayenne                  | inconnu            | 27 579                    | 306              | 90,1               |
| Aires urbaines           | Segré                    | inconnu            | 10 393                    | 85,1             | 122,2              |
| Aires urbaines           | Châteaubriant            | inconnu            | 24 125                    | 351,6            | 68,6               |
| Aires urbaines           | Sous-total               | inconnu            | 1 071 142                 | 6760,4           | 158,44             |
| Communes multipolarisées | Communes multipolarisées | 72                 | 63 924                    | 1207,13          | 52,96              |
| Total                    | Total                    | 363                | 1 135 066                 | 7967,53          | 142,46             |

| Code Insee | Commune                         | Type de commune                | Dép.  | Aires polarisantes    | P. (1999) | S. (km²) | D. (h./km²) |
| ---------- | ------------------------------- | ------------------------------ | ----- | --------------------- | --------- | -------- | ----------- |
|            | Fercé                           | Commune rurale multipolarisée  | 44    | Rennes/Châteaubriant  | 517       | 22,04    | 23,46       |
|            | Soulvache                       | Commune rurale multipolarisée  | 44    | Rennes/Châteaubriant  | 402       | 11,27    | 35,67       |
|            | Aviré                           | Commune rurale multipolarisée  | 49    | Château-Gontier/Segré | 421       | 14,35    | 29,34       |
|            | La Ferrière-de-Flée             | Commune rurale multipolarisée  | 49    | Château-Gontier/Segré | 262       | 13,12    | 19,97       |
|            | Saint-Sauveur-de-Flée           | Commune rurale multipolarisée  | 49    | Château-Gontier/Segré | 251       | 12,87    | 19,50       |
|            | Ampoigné                        | Commune rurale multipolarisée  | 53    | Château-Gontier/Segré | 421       | 21,12    | 19,93       |
|            | Houssay                         | Commune rurale multipolarisée  | 53    | Laval/Château-Gontier | 363       | 14,26    | 25,46       |
|            | Laigné                          | Commune rurale multipolarisée  | 53    | Laval/Château-Gontier | 674       | 21,54    | 31,29       |
|            | Marigné-Peuton                  | Commune rurale multipolarisée  | 53    | Laval/Château-Gontier | 487       | 16,61    | 29,32       |
|            | Quelaines-Saint-Gault           | Commune rurale multipolarisée  | 53    | Laval/Château-Gontier | 1 739     | 42,25    | 441,1613    |
|            | Ruillé-Froid-Fonds              | Commune rurale multipolarisée  | 53    | Laval/Château-Gontier | 436       | 23,66    | 18,43       |
|            | Villiers-Charlemagne            | Commune rurale multipolarisée  | 53    | Laval/Château-Gontier | 859       | 27,57    | 31,16       |
|            | Grazay                          | Commune rurale multipolarisée  | 53    | Laval/Mayenne         | 494       | 16,97    | 29,11       |
|            | Martigné-sur-Mayenne            | Commune rurale multipolarisée  | 53    | Laval/Mayenne         | 1 309     | 31,61    | 41,41       |
|            | Saint-Germain-d'Anxure          | Commune rurale multipolarisée  | 53    | Laval/Mayenne         | 274       | 10,35    | 26,47       |
|            | Bourgon                         | Commune rurale multipolarisée  | 53    | Laval/Vitré           | 587       | 20,97    | 27,99       |
|            | Bréal-sous-Vitré                | Commune rurale multipolarisée  | 35    | Laval/Vitré           | 530       | 5,75     | 92,17       |
|            | La Bigottière                   | Commune rurale multipolarisée  | 53    | Laval/Mayenne         | 331       | 18,40    | 17,99       |
|            | La Gravelle                     | Commune rurale multipolarisée  | 53    | Laval/Vitré           | 548       | 6,23     | 87,96       |
|            | Port-Brillet                    | Commune rurale multipolarisée  | 53    | Laval/Vitré           | 1 814     | 8,1      | 223,95      |
|            | Teillay                         | Commune rurale multipolarisée  | 35    | Rennes/Châteaubriant  | 786       | 26,21    | 29,99       |
|            | Thourie                         | Commune rurale multipolarisée  | 35    | Rennes/Châteaubriant  | 526       | 24,04    | 21,88       |
|            | Livré-sur-Changeon              | Commune rurale multipolarisée  | 35    | Rennes/Fougères       | 1 300     | 26,37    | 49,30       |
|            | Cornillé                        | Commune rurale multipolarisée  | 35    | Rennes/Vitré          | 663       | 12,47    | 53,17       |
|            | Étrelles                        | Commune rurale multipolarisée  | 35    | Rennes/Vitré          | 2 130     | 27,17    | 78,40       |
|            | Louvigné-de-Bais                | Commune rurale multipolarisée  | 35    | Rennes/Vitré          | 1 411     | 15,37    | 91,80       |
|            | Saint-Aubin-des-Landes          | Commune rurale multipolarisée  | 35    | Rennes/Vitré          | 871       | 10,28    | 84,73       |
|            | Torcé                           | Commune rurale multipolarisée  | 35    | Rennes/Vitré          | 916       | 14,03    | 65,29       |
|            | Val-d'Izé                       | Commune rurale multipolarisée  | 35    | Rennes/Vitré          | 2 082     | 43,79    | 47,55       |
|            | Vergéal                         | Commune rurale multipolarisée  | 35    | Rennes/Vitré          | 590       | 11,21    | 52,63       |
|            | Châtillon-en-Vendelais          | Commune rurale multipolarisée  | 35    | Vitré/Fougères        | 1 551     | 32,03    | 48,42       |
|            | Saint-Christophe-des-Bois       | Commune rurale multipolarisée  | 35    | Vitré/Fougères        | 475       | 9,26     | 51,30       |
|            | Montreuil-des-Landes            | Commune rurale multipolarisée  | 35    | Vitré/Fougères        | 184       | 9,42     | 19,53       |
|            | Mecé                            | Commune rurale multipolarisée  | 35    | Vitré/Fougères        | 468       | 15,53    | 30,14       |
|            | Saint-Aubin-du-Cormier          | Commune rurale multipolarisée  | 35    | Rennes/Fougères       | 2 746     | 27,41    | 100,18      |
|            | Saint-Jean-sur-Couesnon         | Commune rurale multipolarisée  | 35    | Rennes/Fougères       | 863       | 18,32    | 47,11       |
|            | Vendel                          | Commune rurale multipolarisée  | 35    | Rennes/Fougères       | 339       | 6,37     | 53,22       |
|            | La Chapelle-Saint-Aubert        | Commune rurale multipolarisée  | 35    | Rennes/Fougères       | 359       | 9,77     | 36,75       |
|            | Saint-Marc-sur-Couesnon         | Commune rurale multipolarisée  | 35    | Rennes/Fougères       | 410       | 12,05    | 34,02       |
|            | Mézières-sur-Couesnon           | Commune rurale multipolarisée  | 35    | Rennes/Fougères       | 822       | 24,74    | 33,23       |
|            | Saint-Sauveur-des-Landes        | Commune rurale multipolarisée  | 35    | Rennes/Fougères       | 994       | 18,84    | 52,76       |
|            | Saint-Christophe-de-Valains     | Commune rurale multipolarisée  | 35    | Rennes/Fougères       | 138       | 3,23     | 42,20       |
|            | Sens-de-Bretagne                | Commune rurale multipolarisée  | 35    | Rennes/Fougères       | 1 515     | 13,43    | 49,16       |
|            | Le Châtellier (Ille-et-Vilaine) | Commune rurale multipolarisée  | 35    | Rennes/Fougères       | 386       | 13,43    | 28,74       |
|            | Saint-Georges-de-Chesné         | Commune rurale multipolarisée  | 35    | Rennes/Fougères       | 386       | 11,62    | 33,22       |
|            | Trimer                          | Commune rurale multipolarisée  | 35    | Rennes/Dinan/St-Malo  | 102       | 3,45     | 28,65       |
|            | Trévérien                       | Commune rurale multipolarisée  | 35    | Rennes/Dinan/St-Malo  | 524       | 12,08    | 43,38       |
|            | Pleugueneuc                     | Commune rurale multipolarisée  | 35    | Rennes/Dinan/St-Malo  | 1 283     | 24,52    | 52,32       |
|            | Plesder                         | Commune rurale multipolarisée  | 35    | Rennes/Dinan/St-Malo  | 569       | 11,03    | 51,59       |
|            | Saint-Pierre-de-Plesguen        | Commune rurale multipolarisée  | 35    | Rennes/Dinan/St-Malo  | 1 977     | 29,49    | 67,04       |
|            | Les Champs-Géraux               | Commune rurale multipolarisée  | 22    | Rennes/Dinan          | 960       | 19,09    | 50,29       |
|            | Évran                           | Commune rurale multipolarisée  | 22    | Rennes/Dinan          | 1 473     | 23,56    | 62,52       |
|            | Saint-Judoce                    | Commune rurale multipolarisée  | 22    | Rennes/Dinan          | 443       | 10,19    | 43,47       |
|            | Le Quiou                        | Commune rurale multipolarisée  | 22    | Rennes/Dinan          | 305       | 5,06     | 60,28       |
|            | Plouasne                        | Commune rurale multipolarisée  | 22    | Rennes/Dinan          | 1 358     | 33,61    | 40,40       |
|            | Saint-André-des-Eaux            | Commune rurale multipolarisée  | 22    | Rennes/Dinan          | 237       | 5,24     | 45,23       |
|            | Saint-Juvat                     | Commune rurale multipolarisée  | 22    | Rennes/Dinan          | 648       | 17,41    | 37,22       |
|            | Plumaudan                       | Commune rurale multipolarisée  | 22    | Rennes/Dinan          | 841       | 17,83    | 47,17       |
|            | La Landec                       | Commune rurale multipolarisée  | 22    | Rennes/Dinan          | 460       | 7,59     | 60,61       |
|            | Pleslin-Trigavou                | Commune urbaine multipolarisée | 22    | Dinard/Dinan/St-Malo  | 2 951     | 21,8     | 135,37      |
|            | Tréméreuc                       | Commune rurale multipolarisée  | 22    | Dinard/Dinan/St-Malo  | 566       | 4,15     | 136,39      |
|            | Plouër-sur-Rance                | Commune rurale multipolarisée  | 22    | Dinard/Dinan/St-Malo  | 2 733     | 19,89    | 137,41      |
|            | Langrolay-sur-Rance             | Commune rurale multipolarisée  | 22    | Dinard/Dinan/St-Malo  | 679       | 5,28     | 128,60      |
|            | Le Minihic-sur-Rance            | Commune rurale multipolarisée  | 22    | Dinard/Dinan/St-Malo  | 1 267     | 3,91     | 324,04      |
|            | Pleudihen-sur-Rance             | Commune rurale multipolarisée  | 22    | Dinard/Dinan/St-Malo  | 2 516     | 24,55    | 102,48      |
|            | Hirel                           | Commune rurale multipolarisée  | 35    | Rennes/St-Malo        | 1 172     | 9,85     | 118,98      |
|            | Plerguer                        | Commune rurale multipolarisée  | 35    | Rennes/St-Malo        | 1 772     | 20,19    | 87,77       |
|            | Le Tronchet (Ille-et-Vilaine)   | Commune rurale multipolarisée  | 35    | Rennes/St-Malo        | 845       | 11,35    | 74,45       |
|            | Boisgervilly                    | Commune rurale multipolarisée  | 35    | Rennes                | 1 215     | 20       | 60,75       |
|            | Landujan                        | Commune rurale multipolarisée  | 35    | Rennes                | 683       | 14,32    | 47,70       |
|            | La Chapelle-aux-Filtzméens      | Commune rurale multipolarisée  | 35    | Rennes                | 382       | 6,36     | 60,06       |
|            | Princé                          | Commune rurale multipolarisée  | 35    | Vitré/Fougères        | 333       | 12,36    | 26,94       |
| Total      | Total                           | Total                          | Total | Total                 | 63 924    | 1 207,13 | 52,96       |